# Грабовський Єгор Романович
Єгор Романович Грабовський (нар. 21 січня 2002) — український футболіст, захисник «Оболонь-Бровара».

## Життєпис
Напередодні старту сезону 2019/20 років підписав контракт з «Оболонь-Бровар», проте був відправлений набиратися досвіду у другу команду клубу. Дебютував за «Оболонь-Бровар-2» 11 листопада 2019 року в переможному (4:0) домашньому поєдинку 20-о туру групи А Другої ліги проти «Ужгорода». Єгор вийшов на поле на 84-й хвилині, замінивши Марлена Чобанова. Станом на 17 листопада 2019 року цей матч залишився єдиним для Грабовського у Другій лізі.